# Бои на Днепре (с 2022)
Боевые столкновения на островах в низовье Днепра начались в ноябре 2022 года после отступления российских войск с правобережья Херсонской области в ходе вторжения России на Украину.

## Предыстория
По оценкам украинских чиновников, к вечеру 10 ноября 2022 половина российских солдат была выведена через Днепр. Ранним утром 11 ноября были замечены русские пехотинцы, которые шли через понтонный мост к восточному берегу. Украинские колонны бронетехники приблизились к самому Херсону, проходя мимо нескольких городов, сел и пригородов. Когда русские войска отступали через Днепр, украинские войска продвигались дальше в Херсонскую область и близлежащие территории.

## Острова
Остров Большой Потёмкинский оказался под российской оккупацией в начале конфликта в результате кампании на юге Украины. Во время контрнаступления остров был освобожден.
3 декабря 2022 года Украина объявила об эвакуации граждан с острова из-за российских обстрелов, однако из-за погодных условий это не произошло.
9 декабря украинские официальные лица и российские неофициальные источники утверждали, что 80-я арктическая мотострелковая бригада, 25-й полк спецназа и 4-й резерв боевой армии специального назначения БАРС снова заняли остров после успешной десантной операции.
Однако это возразил Сергей Хлань, советник главы херсонской администрации, заявивший, что Россия не имеет никакого присутствия на острове. Вопреки Хланю, Генеральный штаб Вооруженных сил Украины 15 декабря заявил, что Россия начала принудительную депортацию гражданских лиц с острова, подтверждая, что российские войска контролируют остров.
2 января 2023 года украинские источники, включая депутата Алексея Гончаренко, утверждали, что часть или весь остров отвоеван Украиной, и вскоре в сети появилось видео, на котором видны украинские силы, присутствующие в его северо-восточной части. Эту новость отрицали российские источники и официально не подтвердили в украинском правительстве. Были опубликованы кадры, на которых видно, как российские силы действуют в близлежащих частях дельты реки, а российский военный блоггер утверждал, что остров остается под контролем.
28 апреля 2024 года ВСУ освободили остров Нестрига.

## Левый берег
3 декабря 2022 года украинские войска произвели высадку на левый берег[где?]. Бойцы подразделения воздушной разведки «Карлсон» подняли украинский флаг на башне портового крана и освободили прилегающую территорию.
В течение 23-24 января 2023 года украинские войска во время ночного рейда высадились на левом берегу Днепра в районе Новой Каховки. По данным ГУР МО, во время рейда ВСУ уничтожили 12 российских военных и БТР. В ISW заявили, что рейд «указывает на то, что российские войска могут не иметь полного контроля над всей береговой линией».
31 января украинские войска высадились на левом берегу реки. Они ненадолго заняли позиции, прежде чем российская артиллерия заставила их покинуть. На следующий день, 1 февраля, украинские разведчики находились у озера Круглого.
Разрушение Каховской ГЭС 6 июня 2023 года и последующее наводнение приостановило боевые действия на Днепре.
25 июня партизанское движение Атеш заявило, что ВСУ зашли на левый берег Херсонщины, оккупанты заявили, что украинские военные не менее трех суток удерживают «небольшой плацдарм». Оккупанты покинули его из - за постоянных обстрелов украинской артиллерией и угрозы окружения сил врага.
Не позднее 8 августа 2023 года украинский десант на лодках высадился на левом берегу и продвинулся на 800 метров вглубь. Во время операции спецназовцы обустроили засаду западнее Казачьих Лагерей Херсонского района и взяли в плен российскую разведывательную группу численностью в 16 человек вместе с командиром 1822-го батальона ВС РФ майором Юрием Томовым . По словам российского военнослужащего Егора Гузенко, украинские военные после высадки создали опорный пункт, захватили в плен группу майора Томова и, воспользовавшись захваченными телефонами и рациями, заманили в засаду российское подкрепление. По его словам, российские потери составили 25 человек убитыми и пленными, включая группу Томова. Позже начали появляться видео с Томовым в украинском плену.
29 августа украинские военные выложили видео, на котором они поднимают флаг на оккупированной части Херсонщины неподалеку от Антоновского моста. По состоянию на начало сентября 2023 масштабные бои отсутствовали, но велась контрбатарейная борьба.
В середине октября ВСУ высадились на левый берег Днепра в районе села Крынки, где активизировались боевые действия.
19 октября Институт изучения войны сообщил, что украинские морпехи, вероятно, высадились на левом берегу Херсонщины. На геолоцированных кадрах, опубликованных 18 октября, видно, что украинские войска продвинулись к северу от Песчановки. (3 км от Днепра) и до Поймы (4 км от Днепра).
17 ноября 2023 года командование морской пехоты сообщило, что украинским подразделениям удалось закрепиться на нескольких плацдармах на левобережной Херсонщине.
16 июля 2024 года появилось сообщение об отходе украинских сил из Крынок. После этого 17 июля ВСУ сообщили, что основные позиции украинских военных были уничтожены огнём ВС РФ.